# بروار أحمر العرف

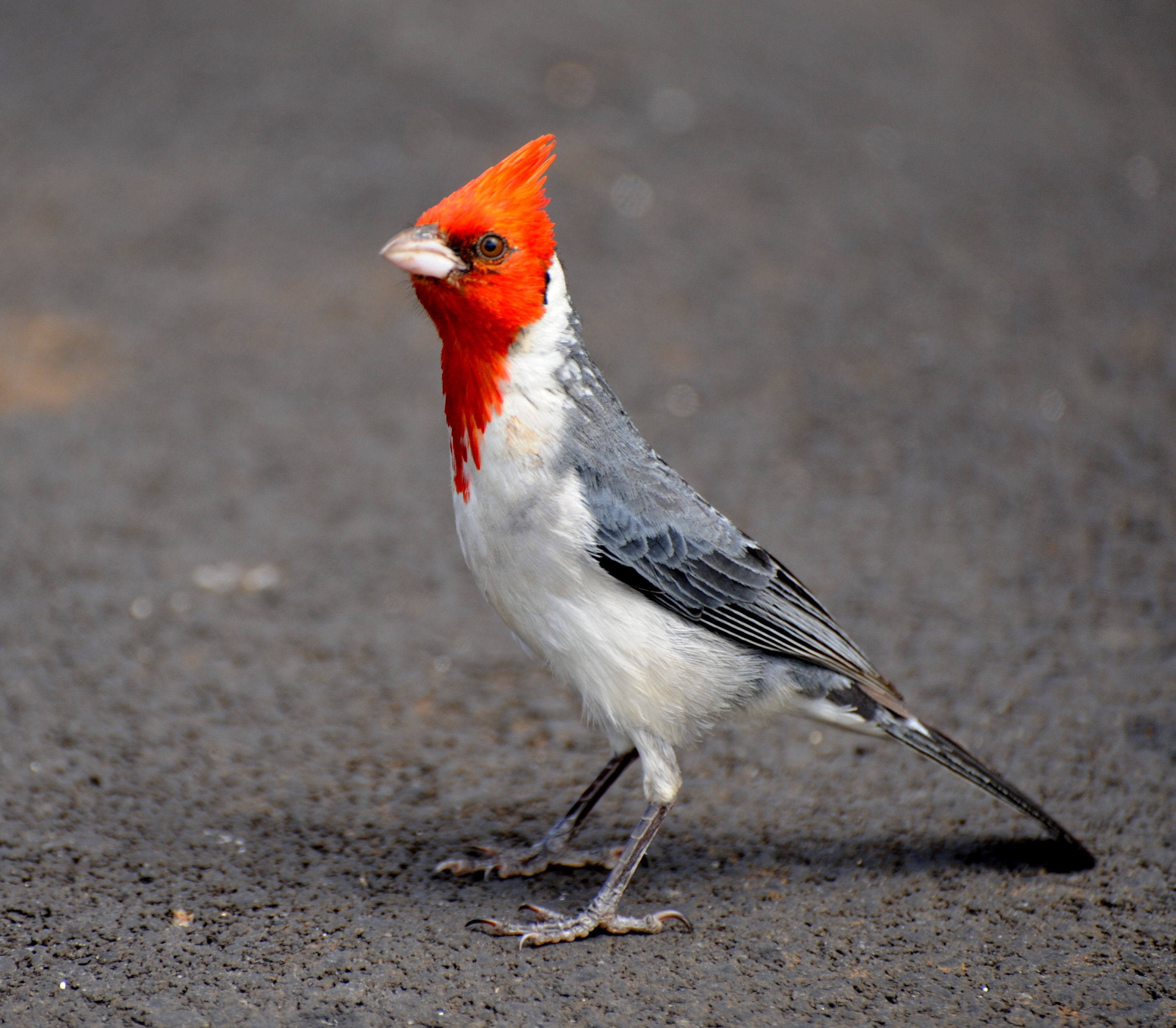

بروار أحمر العرف أو كردنال ذو عرف أحمر (الاسم العلمي: Paroaria coronata) (بالإنجليزية: Red-crested Cardinal)‏، هو طائر ينتمي إلى (فصيلة: Thraupidae).

## معرض صور

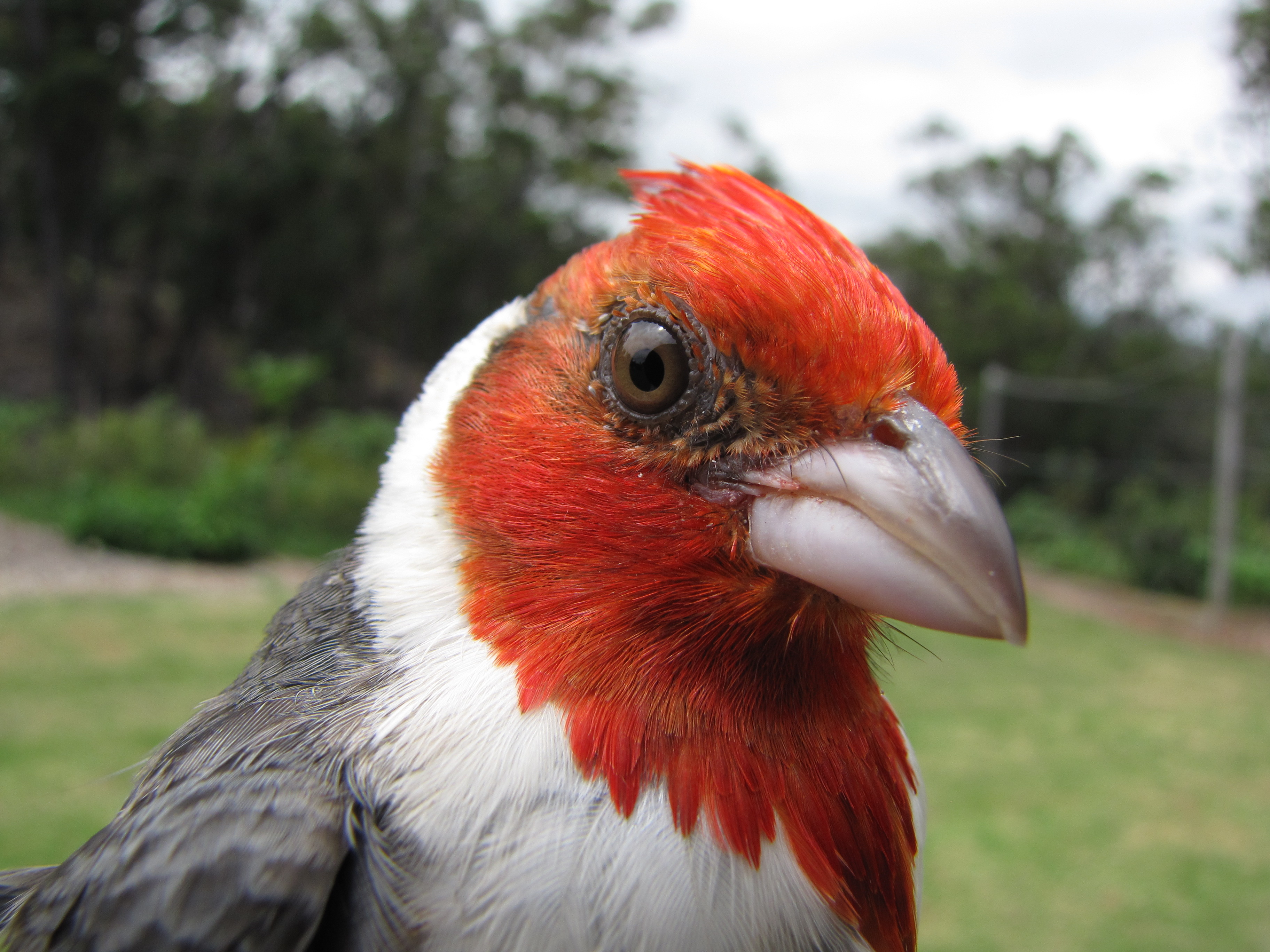
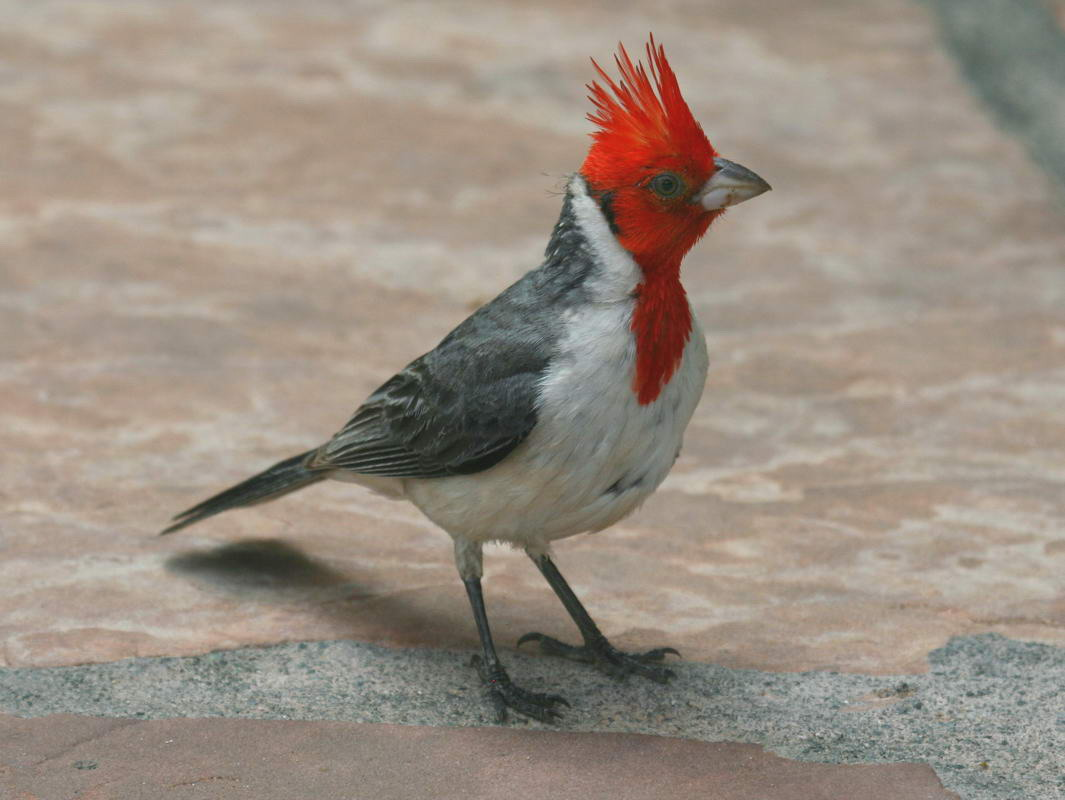
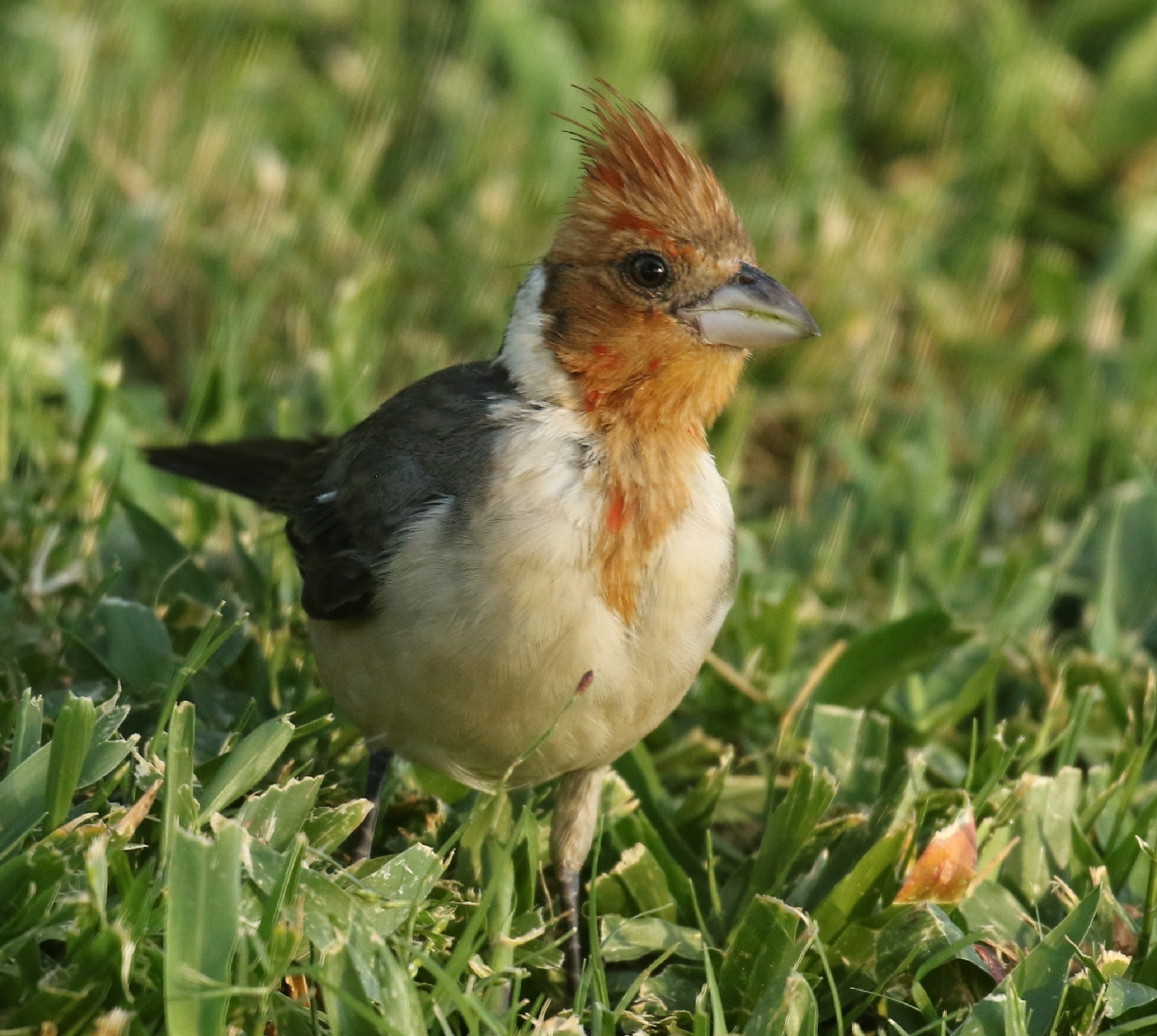